# Kenny Loggins
Pour les articles homonymes, voir Kenny.
Kenneth Clark Loggins, dit Kenny Loggins, né le 7 janvier 1948 à Everett (Washington), est un chanteur et guitariste américain.

## Biographie
Kenny Loggins se fait connaître au début des années 1970, en remportant un certain succès avec le duo Loggins and Messina, en association avec Jim Messina. En 1977, il initie sa carrière solo. Celle-ci reste notamment marquante pour ses chansons-thèmes de films, tels que Danger Zone pour Top Gun, I'm Alright pour Le Golf en folie, Footloose et I'm Free (Heaven Helps The Man) pour Footloose, Meet Me Half Way pour Over the Top : Le Bras de fer.
Il crée également le titre What a Fool Believes avec Michael McDonald du groupe The Doobie Brothers. Ce titre obtiendra notamment le Grammy Award de la Chanson de l'année 1980.
En 1985, il participe à la chanson caritative We Are the World de Michael Jackson et Lionel Richie.
En 2008, il chante Underneath the Same Sky dans le film Tigrou et Winnie et la comédie musicale, chanson chantée par quelques artistes dont Olivia Newton-John.
En 2013, il prête sa voix en tant que DJ sur la radio fictive Los Santos Rock Radio du jeu-vidéo GTA V, d'ailleurs deux de ses chansons peuvent être écoutées : il s'agit de I'm Free (Heaven Helps The Man) et Danger Zone.
En 2014, il prête sa voix dans le neuvième épisode de la cinquième saison de la série d'animation télévisée Archer, ainsi que dans le dernier épisode de la série Raising Hope.

## Filmographie
- 1991 : Yakety Yak, Take it Back : lui-même
- 1992 : Trash Talk : lui-même
- 2014 : Raising Hope : lui-même (saison 4, épisode 22)
- 2017 : Grace et Frankie (Grace and Franckie) : lui-même